# Sébastien Ivars
Sébastien Ivars (* 19. April 1987) ist ein französischer Radrennfahrer.
Sébastien Ivars gewann 2005 in der Juniorenklasse eine Etappe der Tour du Valromey. Bei der französischen Straßenradmeisterschaft in Pont le Fossé belegte er den dritten Platz im Einzelzeitfahren und im Straßenrennen wurde er nationaler Juniorenmeister. Im Herbst gewann Ivars das Zeitfahren Chrono des Herbiers. In der Saison 2009 wurde er Etappendritter  der Tour des Pays de Savoie und in der Gesamtwertung belegte er den zehnten Platz. Ende des Jahres fuhr er für das japanische Continental Team EQA-Meitan Hompo-Graphite Design als Stagiaire.

## Erfolge
2005
- eine Etappe Tour du Valromey
- Französischer Meister – Straßenrennen (Junioren)
- Chrono des Herbiers (Junioren)

## Teams
- 2009 EQA-Meitan Hompo-Graphite Design (Stagiaire)